# Бинтан (округ)
Бинтан (индон. Bintan) — округ в индонезийской провинции Кепулауан-Риау. Территорию округа составляет весь остров Бинтан за исключением города Танджунг-Пинанг, который пользуется внутренним самоуправлением.

## География
Округ расположен в 40 км к юго-востоку от Сингапура и имеет площадь 1335 км². По данным переписи 2010 года его население составляет более 142 тысяч человек. Известные места Бинтана — пляж Трикора и курорт Бинтан.

## Аэропорты
Помимо международного аэропорта имени Раджи Хаджи Фисабилилла в Танджунг-Пинанге на юге острова, в 2012 году частной компанией начато строительство аэропорта в Лагое на севере острова. Ориентировочный срок его вступления в строй — 2014 год[обновить данные].